# جون بيتيس
جون بيتيس (بالإنجليزية: John Bettis)‏ هو كاتب وكاتب أغاني وشاعر أمريكي، ولد في 24 أكتوبر 1946 في لونغ بيتش في الولايات المتحدة.

## وصلات خارجية
- جون بيتيس على موقع IMDb (الإنجليزية)
- جون بيتيس على موقع ميوزك برينز (الإنجليزية)
- جون بيتيس على موقع أول ميوزيك (الإنجليزية)
- جون بيتيس على موقع ديسكوغز (الإنجليزية)
- جون بيتيس على موقع قاعدة بيانات الفيلم (الإنجليزية)